# ظفردخت اردلان
ظفردخت اردلان (۱۳۹۳–۱۲۹۹) یک فعال سیاسی و نخستین نماینده ایران در کمیسیون مقام زن سازمان ملل متحد در سال ۱۳۴۰ بود. او همچنین صاحب‌امتیاز مجله آزادی زنان، عضو کمیسیون حقوق بین‌الملل شورای‌عالی جمعیت‌های زنان و دبیرکل شورای زنان ایران بود و مدتی نیز در دانشکده علوم انسانی دانشگاه تهران به عنوان دانشیار فعالیت می‌کرد.

## زندگی‌نامه
ظفردخت اردلان در سال ۱۲۹۹ در تهران زاده شد. او از نخستین فارغ‌التحصیلان دانشکده حقوق دانشگاه تهران بود. او برای ادامه تحصیل به سوئیس رفت و دکتری علوم اجتماعی خود را از دانشگاه نوشاتل گرفت. اردلان سرانجام در مهرماه سال ۱۳۹۳ در تهران درگذشت.

## زندگی شخصی
اردلان با علی صدارت، معروف به نسیم اردکانی که حقوق‌دان و شاعر بود، ازدواج کرد که حاصل این ازدواج دو فرزند به نام‌های فریبرز و فریبا بود. این ازدواج در نهایت به جدایی انجامید.

## آثار
«حقوق زن در تاریخ»، «جامعه‌شناسی خانوادگی»، «پیکره اجتماعی بانوان سوئیس»، «رفتارهای زن در ایران در خلال آخرین نیمه قرن»، «تاریخ اجتماعی گروه زنان»، «نقش زن ایرانی در وحدت و استقلال ملی» و «نظام خانوادگی در ایل شاهسون» از جمله آثار اردلان هستند. او سال‌ها با مجله «اطلاعات هفتگی» همکاری کرد و صاحب‌امتیاز مجله «آزادی زنان» نیز بود.